# Dienov Andres Koka
Dienov Andres Koka, född 2 augusti 1996, är en brazzaville-kongolesisk simmare.
Koka tävlade för Kongo-Brazzaville vid olympiska sommarspelen 2016 i Rio de Janeiro, där han blev utslagen i försöksheatet på 50 meter frisim.